# Rafael Navejas
Rafael Alejandro Navejas Díaz (Fresnillo, Zacatecas, 17 de septiembre de 1981) más conocido como Rafael Navejas es un músico, compositor y bajista mexicano, miembro y fundador del grupo Enjambre. Es hermano de Luis Humberto y Julián Navejas. Si bien los hermanos Navejas nacieron en Fresnillo, fueron educados en su adolescencia en el estado de California.
Con su banda ha sido ganador de 3 premios Indie-O Music Awards, además de 1 Premio Telehit por mejor banda alternativa en 2011. Sus álbumes Daltónico y Proaño fueron certificados doble disco de oro y doble disco de platino, respectivamente, en tanto que; Los huéspedes del orbe recibió disco de platino otorgado por la Asociación Mexicana de Productores de Fonogramas y Videogramas (AMPROFON). Además, con Enjambre se ha presentado en festivales musicales masivos como el Vive Latino de Ciudad de México y España, el Pa'l Norte de Monterrey o el Tecate Comuna de Puebla.

## Biografía
Nació el 17 de septiembre de 1981 en Fresnillo, Zacatecas. Desde pequeño mostró interés por la música, influenciado por su padre, quien tocaba en una banda y tenía como referente a grupos como The Beatles, The Rolling Stones e incluso tríos de boleros de la época de los años 50. Durante su etapa en la escuela secundaria, formó una banda llamada Los cuatro fantásticos junto a su hermano Luis Humberto y su amigo Ángel Sánchez, tocando en varios lugares del estado de Zacatecas.
En 2001, fundaron Enjambre, marcando el inicio de su carrera musical. Al igual que su hermano, Julián, es zurdo y debutó como compositor en el álbum Daltónico con la canción «Makin’ it back», entra otras. Rafael antes de dedicarse a la música, practicaba skate. También fue director musical encargado de los nuevos arreglos para los temas del álbum Noches de salón.

## Carrera artística

### Con Enjambre
En 1994, creó una banda llamada Los cuatro fantásticos en su ciudad natal, Fresnillo, Zacatecas, junto a su hermano, Luis Humberto Navejas y su amigo, César Sánchez. En 1998, la familia Navejas emigró a los Estados Unidos, dejando atrás el grupo musical. Durante su estadía en California, Rafa, Luis y su primo Romeo Navejas fundaron Enjambre. Como Enjambre ha grabado 8 álbumes de estudio: Consuelo en domingo (2005),El segundo es felino (2008),Daltónico (2010), Los huéspedes del orbe (2012), Proaño (2014), Imperfecto extraño (2017), Próximos prójimos (2020) y Noches de salón (2023). Y dos extended play: Ambrosía (2021) y Torna noches de salón (2024). Varios han sido reconocidos por la AMPROFON.

## Estilo e influencias
Sus principales influencias musicales son su padre Humberto Navejas, Silvio Rodríguez, The Beatles, y recientemente artistas como Phoenix, Lady Lane y Los Románticos de Zacatecas. La primera canción que aprendió a tocar en guitarra fue «Mujeres» de Ricardo Arjona.

## Vida privada
Rafael es hijo de Humberto Navejas y Celia Perla Díaz. Se casó en 2016 con Melissa Ledezma López.

## Discografía
Con Enjambre
Álbumes de estudio
- 2004: Consuelo en domingo
- 2008: El segundo es felino
- 2010: Daltónico
- 2012: Los huéspedes del orbe
- 2014: Proaño
- 2017: Imperfecto extraño
- 2020: Próximos prójimos
- 2023: Noches de salón

## Premios
Con Enjambre
| Año  | Entrega         | Categoría               | Nominación           | Resultado | Ref.   |
| ---- | --------------- | ----------------------- | -------------------- | --------- | ------ |
| 2010 | Premios IMAs    | Productor del año       | El segundo es felino | Ganador   | [ 5 ]  |
| 2011 | Premios IMAs    | Banda del año           | Enjambre             | Ganador   | [ 24 ] |
| 2011 | Premios IMAs    | Premio de la gente      | Enjambre             | Ganador   | [ 24 ] |
| 2011 | Premios Telehit | Mejor banda alternativa | Enjambre             | Ganador   | [ 6 ]  |